# صفوان بن صفوان
هو صفوان بن صفوان الأنصاري، أحد أبرز رجال المعتزلة وشعراؤهم في القرن الثاني الهجري. توفي في البصرة حوالي 180 هـ / 796 م. قال عنه المستشرق الفرنسي شارل بلا في كتابه الجاحظ: ((ما تبقى من آثار صفوان جدير بالدراسة لأنها صدى لفعاليات المعتزلة الأُوَل)). روى عن داود بن يزيد (ت بعد 184 هـ) والي هارون الرشيد على السند. وروى عنه الجاحظ في مواضع عدة من كتبه، فكان يقول: ((أنشدني صفوان الأنصاري..)). عاصر واصل بن عطاء (ت 131 هـ) ومدحه مراراً في أشعاره وأشاد به كثيراً. ومن أشهر ما قال فيه:
فما مسّ ديناراً ولا صرّ درهماً // ولا عرف الثوب الذي هو قاطعه
يُشيد بزهده، ويقصد بقوله: (الذي هو قاطعه)، الإشارة إلى مهنة واصل وهي غزل الملابس، ولذلك لقب بالغزّال.
و قال فيه أيضاً :
مُلَقَنٌ مُلهَمٌ فيما يُحاولُهُ // جمٌ خواطرهُ جوّابُ آفاقِ
كما عاصر بشار بن برد (ت 167 هـ)، وتصدى لهجوه المعتزلة، ورد عليه في عدة قصائد.

## هجاؤه لبشار بن بُرد
قال في بشار وأخَويه بشر وبشير (أحدهما أعرج والآخر ناقص اليد)، وكان يخاطب أمهم :
1- ولدتِ خُلداً وذيخاً في تشتُّمهِ // وبعده خزَراً يشتدّ في الصّعُدِ
2- ثلاثةٌ من ثلاثٍ فُرِّقوا فِرِقاً // فاعرف بذلك عِرقَ الخالِ في الولدِ
الشرح :
الخلد: الجرذ الأعمى، ويقصد به بشار. الذيخ: ذكر الضباع، وهو أعرج، ويقصد به أخو بشار الأول. الخزر: ذكر الأرانب، وهو قصير اليدين، لا يلحقه الكلب في الصعد، ويقصد به أخو بشار الآخر.

## تفضيل الأرض على النار ومدح واصل بن عطاء
ذكر الجاحظ في البيان والتبيين أن صفوان قال :
1- وفي جوفها للعبد أسترُ منزلٍ // وفي ظهرها يقضي فرائضه العبدُ
2- تمجُّ لُفاظ الملح مجّاً وتصطفي // سبائك لا تصدأ وإن قَدُمَ العهدُ
3- وليس بمحصٍ كُنهَ ما في بطونها // حسابٌ ولا خطٌ بُلِغً الجَهدُ
4- فسائِل بعبد الله في يوم حفلِهِ // وذاكَ مقامٌ لا يُشاهدُهُ وغْدُ
5- أقام شبيبٌ وابن صفوانَ قبلَهُ // بقولِ خطيبٍ لا يُجانبهُ القصدُ
6- وقام ابن عيسى ثم قفّاهُ واصلٌ // فأبدع قولاً ما لَهُ في الورى نِدُّ
7- فما نَقَصَتهُ الراءُ إذ كان قادراً // على تَركِها واللفظُ مطردٌ سَرْدُ
8- فَفَضلَ عبد الله خطبة واصلٍ // وضوعف في قَسْم الصلات له الشٌّكدُ
9- فأقنعَ كلَّ القوم شكرُ حِبائِهم // وقلّلّ ذاك الضِّعفُ في عينه الزهدُ
الشرح :
في الأبيات الثلاثة الأولى ذكر لفضل الأرض وإعلاء من شأنها، والغرض من هذا هو الرد على من قال بأفضلية النار على الأرض، وهذه المقارنة بين الأرض والنار صراع فلسفي قديم (الصراع بين الترابية والنارية)، تم تداوله قبل الإسلام، وقد أعيد طرحه في العالم الإسلامي على يد بعض الفرس المتعصبين لثقافتهم الفارسية المجوسية، ومنهم بشار بن برد الذي قال في بيت له:
الأرضُ مظلمةٌ والنار مشرقةٌ // والنار معبودةٌ مذ كانت النارُ
و قد أشار القرآن إلى هذا الصراع بين النار والأرض في قصة آدم وإبليس، حين قال إبليس مبرراً سبب رفضه السجود لآدم : ((خلقتني من نار وخلقته من طين)).. ولعل الممايزة بين المادة والطاقة في العصور الحديثة امتداد لذاك الصراع، وقد انتهت هذه المجادلة على يد آينشتاين بمعادلته الشهيرة (الطاقة = الكتلة × مربع سرعة الضوء) والتي أثبتت أن المادة والطاقة عبارة عن وجهين لعملة واحدة.
أما الأبيات (4 – 9) فيشير صفوان فيها إلى ما كان من اجتماع بعض رجالات المعتزلة عند عبد الله بن عبد العزيز والي العراق، وهم: واصل بن عطاء، وخالد بن صفوان، وشبيب، والفضل بن عيسى، حيث يمدحهم ويعرض مواهبهم، ويخص بالمدح واصل بن عطاء، فيذكر بلاغته المتجلية في المقدرة على تجانب حرف الراء الذي كان يلثغ فيه، وفي النهاية يذكر كرم الوالي وتقديمه الأعطيات (الشكد).
و مما يلفت الانتباه في هذه القصيدة هو الافتخار بشيخ المعتزلة واصل بن عطاء، وهو فخر مذهبي أو فكري، تفرد المعتزلة به، وفيه خرجوا من تقليدية الفخر العربي القائم على ماضي الأجداد وعراقة النسب.

## وصفُ دعاة المعتزلة وعلماؤهم
و ذكر الجاحظ له في البيان والتبيين قصيدة أخرى في الرد على بشار ومدح واصل، وما يميزها هو مدحه ووصفه لدُعاة المعتزلة – الذين كان يرسلهم واصل – وصفاً بلاغياً راقياً، فجاء فيها:
له خلف شًعبِ الصين في كل ثغرةٍ // إلى سوسها الأقصى وخلفَ البرابرِ
رجالٌ دُعاةٌ لا يقلُّ عزيمَهم // تهكّم جبارٍ ولا كيدُ ماكرِ
إذا قال مرّوا في الشتاء تطوعوا // وإن كان صيفٌ لم يُخَفْ شهرُ ناجرِ
بهجرةِ أوطانٍ وبذلٍ وكُلفَةٍ // وشدّةِ أخطارٍ وكدّ المسافرِ
فأنجَحَ مسعاهُم وأثقَبَ زَندَهُم // وأورى بفلجٍ للمخاصمِ قاهرِ
و أوتادُ أرضِ الله في كلّ بلدةٍ // وموضِعُ فُتياها وعلم التشجارِ
و ما كان سحبانٌ يشقُ غُبارَهُم // ولا الشُّدقُ من حيّي هلال بن عامرِ
الشرح:
السوس الأقصى: مدينة في المغرب أما الأدنى ففي الأحواز، الشهر الناجر: هو الشهر شديد الحرارة، علم التشاجر: علم الكلام، سحبان: هو سحبان وائل، خطيب مشهور يضرب فيه المثل.. ثم انتقل إلى مدح واصل بن عطاء وعلماء المعتزلة فقال :
تلقب بالغزّال واحدُ عصره // فمن لليتامى والقبيلِ والمُكاثِرِ
و من لحروريٍ وآخر رافضٌ // وآخرَ مرجي وآخرَ جائرِ
و أمرٍ بمعروفٍ وإنكارِ منكَرٍ // وتحصين دين الله من كل كافرِ
يصيبون فضلَ القولِ في كل موطنٍ // كما طبَقت في العظمِ مُديَةُ جازرِ
تراهم كأن الطيرَ فوق رؤوسهم // على عمةٍ معروفةٍ في المعاشرِ
و سيماهم معروفةٌ في وجوههم // وفي المشي حُجّاجاً وفوق الأباعرِ
و في ركعةٍ تأتي على اليل كلّهِ // وظاهرِ قولٍ في مثالِ الضمائرِ
و في قصّ هُدابٍ وإخفاء شاربٍ // وكورٍ على شيبٍ يضيءُ لناظرِ
الشرح :
الغزّال هو لقب واصل بن عطاء، لقب به لأنه كان يعمل بالغزل والنسيج.
يشير الشاعر هنا إلى الدور المهم الذي أداه المعتزلة في صدر الإسلام المتمثل بالتصدي للمذاهب المنحرفة، مثل الخوارج (الحرورية) والروافض والمرجئة، كما يشير إلى أصل من أصول المعتزلة الخمسة وهو الأمر بالمعروف والنهي عن المنكر، ويختم بذكر إخلاصهم (ظاهر القول يماثل ما في الضمائر) وحسن عبادتهم.

## قصيدة طويلة
و لصفوان قصيدة أخرى طويلة تتألف من 33 بيت، يتناول فيه موضوعان رئيسيان: الحديث عن فضائل الأرض بشيء من التفصيل، وهجاء بشار بن برد.. فيقول في مطلعها:
1- زعمت أن النار أكرمُ عنصراً // وفي الأرض تحيا، بالحجارة والزندِ
2- وتُخلق في أرحامها وأرومها // أعاجيبُ لا تُحصى بخطٍ ولا عقدِ
3- وفي القعر من لُجّ البحار منافعٌ // من اللؤلؤ المكنونِ والعنبر الوَرْدِ
4- كذلك سرُّ الأرض في البحر كله // وفي الغيضةِ الغنّاءِ والجبل الصّلدِ
الشرح :
في هذه الأبيات الأولى إشارة إلى أن الأرض أصل كل شئء، حتى النار؛ لأنها كامنة في الحجارة أو العود القادح للنار، وكليهما مواد من الأرض، وقد تطورت هذه الإشارة على يد النظّام فيما عرف بنظرية الكمون. ثم يقول :
5- ولا بدّ من أرضٍ لكلّ مطيَّرٍ // وكل سبوحٍ في الغمائر من جُدِّ
6- كذاك وما ينساحُ في الأرض ماشياً // على بطنهِ مشيَ المُجانبِ للقصدِ
7- ويسري على جلدٍ يُقيمُ حُزوزهُ // تعمُّجَ ماء السّيلِ في صَبَبٍ حردِ
الشرح :
في هذه الأبيات يتحدث صفوان عن أن جميع المخلوقات تعيش على الأرض، سواءٌ منها الطائرة، أو السائرة، أو السابحة، أو الزاحفة. ثم يقول :
8- وفي قُلَلِ الأجبالِ خلفَ مقطّمٍ // زَبَرجدُ أملاكِ الورى ساعة الحشدِ
9- وفي الحرّة الرجلاءِ تُلفى معادنٌ // لَهَنّ مغاراتٌ تَبَجَّسُ بالنقدِ
10- من الذهبِ الإبريزِ والفضة التي // تَروقُ وتُقنعُ ذا القناعةِ والزُهدِ
11- وكلّ فلزٍ من نحاسٍ وآنكٍ // ومن زئبقٍ حيٍّ ونوشاذُرٍ يُسدي
12- وفيها زرانيخُ ومَكرُ ومَرتَكٌ // ومن مرقشيثا غيرِ كابٍ ولا مُكدي
13- وفيها ضروبُ القارِ والشبِّ والمَها // وأصنافُ كبريتٍ مطاولةُ الوقدِ
14- ترى العِرقَ منها في المقاطعِ لائحاً // كما قدّت الحسناءُ حاشيةُ البُردِ
15- ومن إثمدٍ جَوْنٍ وكِلسٍ وفضةٍ // ومن توتياءٍ في معادنه هندي
16- وفي كل إغوارِ البلاد معادنٌ // وفي ظاهر البداءِ من مستوٍ نجدِ
17- وكل يواقيتُ الأنامِ وحلّيها // من الأرضِ والأحجار فاخرةِ المجدِ
الشرح :
في هذه الأبيات يذكر استخراج النقد (الذهب والفضة) من الأرض، والمعادن الأخرى التي تخدم الإنسان من الفلزات وغير الفلزات، حيث عرضها بأسمائعا. والمرقشيثا هو صنف من الأحجار الكريمة، والمها هو البلور شديد الباض، أما الإثمد والتوتياء فهما حجران يكتحل بهما. ثم يقول :
18- وفيها مقامُ الخِلّ والرّكن والصَفا // والمُستَلَمُ الحُجاجِ من جنة الخلدِ
19- وفي صخرة الخضرِ التي عندَ حوتِها // وفي الحَجَرِ المُمهي لموسى على عَمْدِ
20- وفي الصخرة الصمّاءِ تُصدَعُ آيةٌ // لأمِّ فصيلٍ ذي رغاءٍ وذي وخدِ
21- مفاخرُ للطين الذي كان أصلنا // ونحن بَنوهُ غيرَ شكٍ ولا جحدِ
22- فذلك تدبيرُ ونفعُ وحكمةٌ // وأوضحُ برهانٍ على الواحدِ الفردِ
الشرح :
بعد تناوله لفضائل الأرض من ناحية علمية، ينتقل الشاعر إلى الحديث عن الفضائل الدينية، فيذكر بعض الأماكن والمعالم المقدسة الموجودة على ظهر الأرض: كمقام إبراهيم، والحجر الأسود، والصفا، وصخرة الخضر، والصخرة التي ظهرت منها ناقة صالح.. إلى أن ينتهي إلى خلق الجسد الإنساني من الأرض.
و في تقديمه الإستدلال العقلي على الديني تأكيد على المنهج الاعتزالي القائم على البرهان العقلي، والدليل المادي، واخضاع الموضوعات الغيبية لذلك الدليل، وهم في ذلك سابقون للحركة الإنسانية في أوروبا بما لا يقل عن سبعة قرون.
و في نهاية ذكر فضائل الأرض ينتهي صفوان إلى استدلال ملفت، وهو أن كل ما سبق بتميزه وتنوعه من أقوى البراهين على وحدة المصدر وهو الخالق. ثم بعد ذلك ينتقل إلى موضوع آخر فيقول:
23- أتجعلُ عمراً والنطاسيّ واصلاً // كأتباع ديصانٍ وهم قُمُشُ المدِّ
24- وتفخر بالميلاء والعلجِ عاصمٍ // وتضحكُ من جيدِ الرئيسِ أبا الجعدِ
25- وتحكي لدى الأقوام شنعة رأيهِ // لتصرفَ أهواءَ النُفوسِ إلى الردِّ
26- وسميتَهُ الغزّالَ في الشعر مُطنباً // ومولاك عند الظُلمِ قصتُهُ مردي
27 – فيا ابن حليفِ الطين واللومِ والعمى // وأبعدَ خلق الله من طُرُقِ الرشدِ
28- أتهجو أبا بكرٍ وتخلَعُ بعدَهُ // علياً وتعزو كل ذاك إلى بُردِ
29- كأنك غضبانٌ على الدينِ كلّه // وطالبُ ذَحلٍ لا يبيتُ على حقدِ
30- رجعتَ إلى الأمصار من بعد واصلٍ // وكنت شريداً في التهائمِ والنُّجدِ
31- أتجعلُ ليلى الناعظيةَ نحلةً // وكلّ عريقٍ في التناسخ والردّ
32- عليك بدعدٍ والصَدوفِ وفرتَني // وحاضنتيْ كِشفٍ وزاملتيْ هندِ
33- تُواثبُ أقماراً وأنتَ مشوهٌ // وأقربُ خلق الله من شبه القردِ
الشرح :
في هذه الأبيات يرد صفوان على بشار بن برد، حيث أن بشار كان معتزلياً، ولكنه ترك الاعتزال وهجا رجاله.. فيقارن صفوان بين رجالات المعتزلة – ويخص بالذكر عمرو بن عبيد، وواصل بن عطاء – وبين أتباع المجوسية الذين أعجب بهم بشار، مثل ديصان، والميلاء، وعاصم.. ثم في البيت 25 يتهمه من أنه يشيع فكرة الرجعة (الرد)، والتناسخ، والثنوية.. وفي البيت 28 يتعجب من هجائه الصحابة، وخلعه الإمام علي لكونه لم يقاتل من أجل حقه في الخلافة (حادثة التحكيم).. وفي البيت 30 يذكره بعودته إلى المدن بعد أن كان شريداً، حين أهدر واصل بن عطاء دمه.. ثم في البيت 32 يذكر أن بشاراً لا يصلح إلا لدعد والصدوف، وهما من أشهر الأسماء في الغزل العربي، والفرتني وهي المرأة البغي، أي أنه يقصد بأن بشاراً لا يصلح إلا صاحباً للبغي.. ويختم القصيدة بقوله أنه في شكله يشبه القرد الذي يواثب الأقمار (و هم علماء المعتزلة).

## كتب أخرى يمكن الرجوع إليها
- أدب المعتزلة، عبد الحكيم بلبع
- معجم الأدباء، ياقوت الحموي